# هارتویگ اشه فون شاک
هارتویگ اشه فون شاک (انگلیسی: Hartvig Asche von Schack؛ ۱۶۴۴ – ۱۶۹۲) فرد نظامی اهل دانمارک بود.